# Riwo
Riwo är en ort i distriktet Baringo i provinsen Rift Valley i Kenya. Orten ligger i kommunen Kabarnet. Friidrottaren Paul Tergat är född i Riwo.